# شجرة فرفوريوس

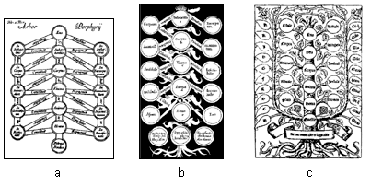
A) شجرة بورفيريو (1730).B) شجرة بورفيريو من ترجمة بوثيوس.C) شجرة العلوم ريمون Lulle، على غرار شجرة بورفيريو.

شجرة بورفيريو التي أنشأتها بورفيريو، هي جدول لتنسيق الأجناس والأنواع، التي بناها ابتدأ من الجنس الأعلى وصولاً إلى الأنواع الأدنى وفقًا لعملية انقسام (على سبيل المثال، تنقسم المواد إلى جسمية وغير جسمية، والجسمية إلى متحركة وجماد، والمتحركة إلى حساسة وغير حساسة، وما إلى ذلك). بناء منطقي، مترجم إلى نمط شكلي يتطور كتشعبات الشجرة. التي استخدمها بورفيريو لتوضيح الفصل الثاني من ال إيساغوجي